# Helius (Helius) subpauperculus
Helius (Helius) subpauperculus is een tweevleugelige uit de familie steltmuggen (Limoniidae). De soort komt voor in het Afrotropisch gebied.